# Alberto Fabra
Pour les articles homonymes, voir Fabra.
Alberto Fabra Part (prononcé en espagnol : [alˈβɛɾto ˈfaβɾa ˈpaɾt]) est un homme politique espagnol né le 6 avril 1964 à Castellón de la Plana. Il est membre du Parti populaire (PP).
Architecte de formation, il s'engage en politique dès 18 ans et est élu membre du conseil municipal de Castellón de la Plana en 1991. Il intègre alors l'exécutif de la ville. Nommé premier adjoint au maire en 1999, en 2005 il est choisi comme nouveau maire. Il est confirmé en 2007, année de son élection au Parlement valencien, puis en 2011.
À peine deux mois après cette deuxième réélection, Francisco Camps — tout juste reconduit mais mis en examen pour corruption — le choisit pour lui succéder au poste de président de la Généralité valencienne. Il met alors en œuvre une politique de rigueur destinée à contenir le déficit et la dette publics de la région. Il devient parallèlement président du Parti populaire de la Communauté valencienne.
Lors de l'élection parlementaire de 2015, le PPCV perd la majorité absolue qu'il détenait depuis seize ans et la gauche se trouve majoritaire pour la première fois depuis vingt ans. Le socialiste Ximo Puig lui succède donc un mois plus tard, tandis que lui-même est élu au Sénat par l'assemblée valencienne et renonce à présider la fédération territoriale du Parti populaire.

## Vie privée
Alberto Fabra Part naît à Castellón de la Plana le 6 avril 1964. Il est le benjamin d'une fratrie de trois. Sa mère, Maruja Part, est originaire de Gandia, dans la province de Valence. Il n'appartient pas à la famille de Carlos Fabra, homme politique conservateur de la province de Castellón.
Au cours de ses études, il fait la rencontre de Cristina Fortanet Gómez, qu'il épouse en 1993. Le couple a deux enfants, un fils né en 1995 et une fille née en 2001. Ils divorcent en mai 2014, bien que Cristina Fortanet ne le souhaite pas. Il se remarie sept ans plus tard, en mai 2021, avec la présentatrice de télévision Silvia Jato.

## Jeunesse et ascension politique

### Études
Alberto Fabra suit ses études secondaires au collège Herrero, puis au lycée Francisco-Ribalta, tous deux sis à Castellón de la Plana. Il s'inscrit ensuite à l'université polytechnique de Valence (UPV), dont il ressort diplômé en architecture technique en 1987.

### Adhésion à l'AP et élu de Castellón
Il entreprend en parallèle son parcours politique : il adhère en 1982 aux Nouvelles générations (NNGG), le mouvement de jeunesse de l'Alliance populaire (AP). Il en devient par la suite le président de la section municipale, puis de la fédération provinciale.
Alberto Fabra se présente aux élections municipales du 25 mai 1991 à Castellón de la Plana, sur la liste du Parti populaire (PP) conduite par José Luis Gimeno (es). À la suite du scrutin, il est désigné conseiller municipal délégué à la Jeunesse et à l'Environnement. Deux ans plus tard, il se voit accorder la délégation des Travaux publics.
Il est promu en 1999 responsable de l'Urbanisme. Il met en œuvre plusieurs révisions du plan général d'aménagement urbain (PGOU), assure le développement de la cité universitaire de l'université Jacques-Ier et des lotissements de la Marjaleria et du Sensal.

## Maire de Castellón de la Plana

### Élection et réélection
Le maire José Luis Gimeno annonce le 6 janvier 2005 aux différents groupes politiques de son conseil municipal — y compris le sien — sa prochaine démission en vue de prendre la direction de la Cité de la langue, un projet encore indéfini porté par la Généralité valencienne. Il révèle cette information au public le lendemain, lors d'une conférence de presse où il apparaît flanqué d'Alberto Fabra, appelé à lui succéder. Il est effectivement élu par le conseil municipal le 29 janvier suivant, devenant le premier maire élu en cours de mandat depuis 1979 ; assistent à la séance le vice-président et cinq membres du gouvernement régional valencien, la maire de Valence Rita Barberá et le sous-délégué du gouvernement espagnol dans la province de Castellón.
Dès l'été 2006, la direction municipale du Parti populaire indique qu'il sera candidat à un nouveau mandat lors des élections municipales du 27 mai 2007. Alors que les sondages indiquaient une possible alternance après seize années de pouvoir du Parti populaire, Alberto Fabra conquiert une cinquième majorité absolue avec 14 élus sur 27 au conseil municipal, soit un siège et 1 000 voix de moins que Gimeno quatre ans auparavant,. Le 16 juin, il est réélu maire lors de la séance constitutive de la nouvelle mandature avec le seul soutien de ses édiles.
Il est de nouveau proclamé candidat à sa succession le 15 mars 2011 par le comité électoral provincial du PP, dans la perspective des élections municipales du 22 mai suivant. Le scrutin est marqué par la sixième victoire consécutive du Parti populaire, dont la liste remporte 15 conseillers sur 27, un de plus que lors du mandat précédent, tout en perdant environ 1 400 votes par rapport aux élections de 2007. Avec la maire d'Alicante Sonia Castedo, largement réélue également, il représente la génération émergente face à Rita Barberá, au pouvoir depuis vingt ans mais qui obtient son plus mauvais résultat depuis celui de 1995. Alberto Fabra est investi pour un troisième mandat le 10 juin, au cours de la séance d'installation des nouveaux élus municipaux, marquée par l'absence du chef de file socialiste Juan María Calles — appelé à démissionner par son parti du fait de ses mauvais résultats — et une manifestation publique des « Indignés » devant l'hôtel de ville.

### Réalisations
Son bilan à la mairie de Castellón est contrasté, la ville connaissant un fort taux de chômage et la municipalité n'ayant réalisé aucun des grands travaux annoncés, comme la construction d'un nouvel hôtel de ville, d'un centre pour les malades d'Alzheimer, la création d'une ligne de bus à haut niveau de service, tandis que son plan local d'urbanisme (PGOU) a été annulé par le Tribunal suprême. Il a cependant mis en place le vélopartage Bicicas, qui a permis de soulager la circulation dans une commune très encombrée.

## Cadre du Parti populaire valencien
Dans la perspective des élections parlementaires du 27 mai 2007, le président de la Généralité valencienne Francisco Camps impose qu'Alberto Fabra soit investi en 9e position sur la liste conduite par Alejandro Font de Mora dans la circonscription de Castellón. Sa candidature, ratifiée officiellement le 16 avril 2007 par le comité électoral, constitue une surprise — puisque la composition de la liste était largement connue dans la presse et qu'il n'y figurait pas — et une première, car jamais le maire de la capitale provinciale n'avait postulé à l'assemblée de la communauté autonome. Il est élu député à l'issue du scrutin.
Après que la direction nationale du Parti populaire a imposé en octobre 2009 à Francisco Camps de remplacer le secrétaire général du Parti populaire de la Communauté valencienne (PPCV) Ricardo Costa, mis en cause dans l'affaire Gürtel, puis a suspendu ce dernier de sa condition de militant,, le président de la Généralité convoque le 2 novembre une réunion du comité exécutif régional afin de procéder à un remaniement de la direction du PPCV. Au cours de cette rencontre, Francisco Camps annonce la création de plusieurs nouveaux postes à responsabilité, dont celui de coordonnateur général qu'il confie à Alberto Fabra, chargé de l'unification du discours politique,.
À l'occasion d'une conférence de presse qu'il tient cinq semaines après sa nomination, Alberto Fabra fait savoir que « Francisco Camps est le seul pronostic sûr, aujourd'hui comme demain » pour conduire le PPCV aux élections parlementaires de mai 2011, alors que son nom apparaît au sein de l'appareil du parti comme un potentiel successeur. À l'approche du scrutin de 2011, le maire de Castellón, très apprécié par la direction nationale du PP, est de nouveau évoqué comme remplaçant du président de la Généralité, notamment du fait de son absence totale d'implication dans l'affaire Gürtel, pour laquelle Francisco Camps est mis en examen pour corruption passive,. Le 5 avril 2011, Francisco Camps annonce qu'Alberto Fabra sera tête de liste du PPCV pour les élections au Parlement valencien dans la province de Castellón.

## Président de la Généralité valencienne

### Successeur de Francisco Camps

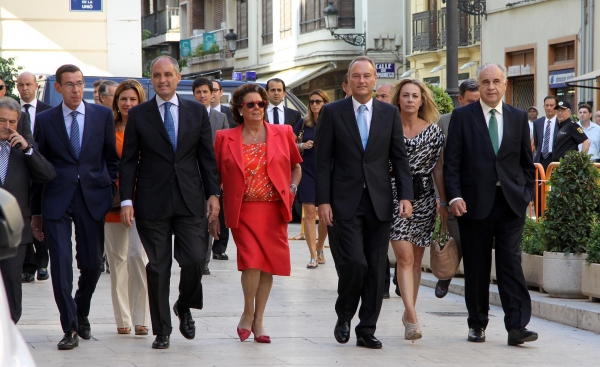
Alberto Fabra arrive au Parlement pour son investiture avec Francisco Camps, Rita Barberá et Sonia Castedo.

Francisco Camps annonce le 20 juillet 2011 sa démission de la présidence de la Généralité et du PPCV, quelques heures après que le juge d'instruction José Flors a décidé de le renvoyer devant la justice du chef de corruption dans un dossier séparé de l'affaire Gürtel, cinq semaines seulement après qu'il a été investi pour un troisième mandat par les députés valenciens.
Quelques heures plus tard, Francisco Camps obtient du comité directeur régional du PPCV qu'Alberto Fabra prenne sa succession comme chef du gouvernement territorial et de la branche régionale du Parti populaire. Bénéficiant du soutien de la secrétaire générale nationale María Dolores de Cospedal et faisant consensus entre les présidents des trois fédérations provinciales du Parti populaire, il profite également du refus de la maire de Valence Rita Barberá — choix favori de Mariano Rajoy — de postuler à la présidence de la Généralité valencienne.
Le débat parlementaire d'investiture est ensuite programmé au 26 juillet, la prestation de serment devant avoir lieu le surlendemain. Il annonce qu'après sa prise de fonction, il rendra public l'ensemble des contrats liés au réseau de corruption présumé, et qu'il rencontrera les familles des victimes d'un accident de métro ayant causé la mort de 43 personnes, en 2006 à Valence, deux actes que Camps avait toujours refusé.
Investi par 55 voix contre 43 après un discours d'investiture marqué par un engagement à la création d'emploi tout en mettant en œuvre un plan de rigueur de 700 millions d'euros, Alberto Fabra est nommé président de la Généralité valencienne le 27 juillet. Depuis 1983, il est le premier titulaire de cette fonction à venir de la province de Castellón et seulement le deuxième à ne pas être originaire de la province de Valence.

### Défaite en 2015
Le socialiste Ximo Puig le remplace le 27 juin 2015, à la suite de l'élection régionale au cours de laquelle la gauche a remporté une majorité absolue de 55 députés sur 99. Pour la première fois depuis 1991, le PP est renvoyé dans l'opposition. À cette occasion, Alberto Fabra annonce la tenue d'un congrès extraordinaire du PPCV où il ne sera pas candidat à sa propre succession comme président du parti.